# چوغت‌اوبو (اومنوغوبی)
شهرستان چوغت‌اوبو (به زبان مغولی: Цогт-Овоо сум، [Cogt-Ovoo sum]؛ ᠴᠣᠭᠲᠤ ᠣᠪᠤᠭ᠎ᠠ ᠰᠤᠮᠤ، [čoɣtu obuɣ-a sumu]) یک شهرستان (سُوم) در مغولستان است که در استان اومنوغوبی واقع شده‌است. چوغت‌اوبو ۶٬۵۲۶ کیلومتر مربع مساحت دارد.

## تقسیمات اداری
شهرستان چوغت‌اوبو متشکل از ۳ قصبه (باغ) می‌باشد، شامل:
- بورتیگ (مغولی: Бортээг баг، [Borteeg bag]؛ ᠪᠣᠷᠠ ᠲᠡᠭᠡᠭ ᠪᠠᠭ، [bora tege baɣ])
- جامین‌شاند (مغولی: Замын шанд баг، [Zamyn šand bag]؛ ᠵᠠᠮ ᠤᠨ ᠱᠠᠩᠳᠠ ᠪᠠᠭ، [jam-un šaŋda baɣ])
- نایج (مغولی: Найз баг، [Najz bag]؛ ᠨᠠᠶᠢᠵᠠ ᠪᠠᠭ، [nayija baɣ])